# Delphine Yerbanga
Delphine Yerbanga, réalisatrice et productrice burkinabé, elle commence sa carrière en 2012. Son premier long métrage, Sur les traces d'un migrant, lui vaut en 2021 le Grand Prix du Président du Faso pour le meilleur film burkinabé au Fespaco.

## Biographie

### Etudes et débuts
Pendant son adolescence, Delphine Yerbanga, affectionne le récit d'histoires fictives. Au sein de l'association Cœurs vaillants-Âmes vaillantes (CVAV), elle met en scène ces récits à travers des sketches, encadrant un groupe d'enfants et rédigeant les scénarios pour les pièces de théâtre. Après son baccalauréat, elle s'oriente vers des études de Philosophie à l’Université de Ouagadougou, qu'elle poursuit pendant quatre ans. Parallèlement, elle fait partie de la Fédération des ciné-clubs avec le cinéaste Guy Désiré Yaméogo, notamment le club Sembène Ousmane du FESPACO.
Son intérêt pour le cinéma la conduit à assister assidûment aux projections des films lors des événements tels que le Festival Panafricain du Cinéma et de la Télévision de Ouagadougou (Fespaco) à l'espace Gambidi. Cette passion oriente finalement ses études vers la communication audiovisuelle et le cinéma documentaire. Delphine Yerbanga obtient ainsi une maîtrise en audiovisuel à l'Institut de Formation en Technique de l'Information et de la Communication au Niger, puis poursuit ses études à l'Université Gaston Berger de Saint-Louis, au Sénégal, où elle décroche un master II en cinéma documentaire et création en 2012,.
Après un stage de deux mois à la Fondation Européenne des Métiers de l'Image et du Son (FEMIS) à Paris, elle regagne le Burkina Faso.

## Carrière
Après ses études, Delphine Yerbanga retourne au Burkina Faso. Face à l'absence d'opportunités professionnelles immédiates dans son domaine, elle se tourne vers l'enseignement de la philosophie pendant une période de cinq ans. Son parcours au cinéma débute en 2012, à la suite de sa formation à Africadoc. Durant ses années d'études, Delphine Yerbanga réalise plusieurs courts métrages documentaires. En 2016, elle fonde sa propre société de production. Actuellement, elle exerce en tant que réalisatrice et productrice à la RTB, tout en assumant la présidence de l'association Africadoc Burkina et en représentant le projet IMPALA au Burkina Faso.
Delphine Yerbanga siège au comité national d'organisation du FESPACO 2019 et préside la commission Espace Junior, réservée aux jeunes et aux enfants. En 2021, elle réalise son premier long métrage documentaire, Sur les traces d'un migrant, dont elle est également la scénariste, remportant ainsi le Grand Prix du président du Faso lors de la 27e édition du FESPACO.
En 2023, elle entame le tournage de son deuxième long métrage, Une si longue nuit, une co-production avec la Télévision Nationale du Burkina. Le clap de début du tournage est donné le 5 octobre 2023 à Ouagadougou.

## Filmographie
- 2021 : Sur les traces d'un migrant

## Récompenses
Delphine Yerbanga remporte le Grand Prix du président du Faso pour le meilleur film burkinabé en 2021 au fespaco. De plus, elle est désignée meilleure cinéaste de l'année 2023 lors du Faso Talent d'Or.